# Опера Цинциннати
Опера Цинциннати (англ. Cincinnati Opera) — американская оперная труппа, базирующаяся в Цинциннати, штат Огайо; вторая старейшая оперная труппа в Соединенных Штатах (после Нью-Йоркской Метрополитен-оперы).
Начиная с первого сезона в 1920 году, опера Цинциннати ставила спектакли в летние месяцы июня и июля под оркестровое сопровождение Симфонического оркестра Цинциннати. С 1956 по 1990 год компания проводила конкурс певцов, известный как American Opera Auditions.

## История и деятельность
Труппа, первоначально называвшаяся Cincinnati Opera Association, дала свой первый спектакль — «Марта» Фридриха фон Флотова, в воскресенье, 27 июня 1920 года. В первые годы существования труппой руководил Ральф Лайфорд — американский композитор и дирижёр. Интересно, что единственная написанная им опера «Castle Agrazant», была впервые представлена в Cincinnati Music Hall 29 апреля 1926 года — уже после ухода Лайфорда из Оперы Цинциннати в 1925 году.
Бо́льшую часть первых пятидесяти лет работы Оперы Цинциннати, представления проводились в одном из павильонов Зоопарка и ботанического сада Цинциннати. За это время в постановках компании выступили многие выдающиеся певцы, в том числе: Пласидо Доминго, Беверли Силлс, Норман Трейгл, Шерилл Милнс, Монтсеррат Кабалье, Жан Пирс, Роберт Меррилл, Роберта Питерс, Ширли Верретт, Лоуренс Тиббетт, Ричард Такер, Мартина Арройо, Джеймс Моррис, Элинор Росс и Барбара Дэниэлз. В 1972 году опера разместилась в помещении городского Cincinnati Music Hall, являющегося Национальным историческим памятником США. В сезонах 2016 и 2017 годов, когда здание ремонтировалось, труппа выступала в Центре искусств Aronoff Center. Вернувшись в Cincinnati Music Hall в 2018 году, до настоящего времени выступает в нём.

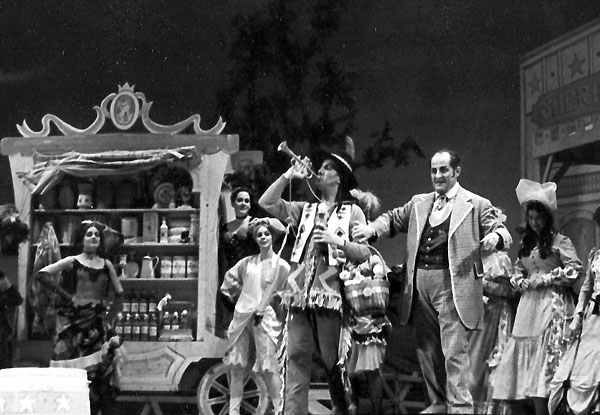
Сцена из «Любовного напитка» производства Джеймса де Бласиса

Главным постановщиком Оперы Цинциннати в 1968 году стал Джеймс де Бласис (в настоящее время — режиссёр Оперы Омахи). С 1973 по 1987 год он занимал пост генерального директора. Став в 1988 художественным директором компании, занимал эту должность до 1996 года. Под его руководством труппа ставила редкие оперы, такие как «Risurrezione» Франко Альфано в 1983 году и «Schwanda the Bagpiper» Яромира Вайнбергера в 1986 году. Стремясь расширить зрительскую аудиторию, Джеймс Бласис добавил в репертуар театра мюзиклы. Одним из ярких моментов эпохи Блаcиса была новая интерпретация «Любовного напитка» Доницетти, изменившая обстановку баскского региона Испании 1820-х годов на Дикий Запад Техаса конца XIX века. Опера была снята PBS и транслировалась по национальному телевидению в 1968 году.
В 1996 году всемирно известный режиссёр Николас Муни сменил Джеймса де Бласиса на посту художественного руководителя труппы. Под его руководством Опера Цинциннати ещё больше расширила свой репертуар за пределы стандартного репертуара, включая постановки «Енуфа» Леоша Яначека, «The Turn of the Screw» Бенджамина Бриттена, «Пеллеас и Мелизанда» Клода Дебюсси, «Замок герцога Синяя Борода» Белы Бартока, «Erwartung» Арнольда Шёнберга, «Dead Man Walking» Джейка Хегги, «Человеческий голос» Франсиса Пуленка, «Семь смертных грехов» Курта Вайля, «Der Kaiser von Atlantis» Виктора Ульмана и другие. Кроме того, компания выполнила свою первую постановку оперы «Margaret Garner» Ричарда Дэниелпура совместно с Мичиганским оперным театром и Оперой Филадельфии.
В 2006 году новым художественным руководителем театра стал Эванс Миражас, бывший руководитель отдела артистов и репертуара британского лейбла звукозаписи Decca Records. Уже после своего первого сезона в Опере Цинциннати журнал Opera News включил его в список 25 самых влиятельных имен в опере США.
В сезоне 2010 года состоялся гала-концерт в честь 90-летия Оперы Цинциннати, в котором приняли участие приглашенные ведущие Райан Сикрест и Шерил Милнз, с участием таких исполнителей, как Мария Борси, Анджела Браун, Кристин Брюер, Денис Грейвс и Ричард Лич. В сезоне 2012 года компания впервые исполнила оперы «Порги и Бесс» и «María de Buenos Aires».
В 2012 году Эванс Миражас объявил о расширении сезона Оперы Цинциннати до «фестивального формата» с грандиозными оперными постановками в Cincinnati Music Hall, а также лекцими, фильмами и сольные концертами в одном из залов Hamilton County Memorial Building.
Эванс Миражас руководит Оперой Цинциннати и в настоящее время.